# Artimpaza colorata
Artimpaza colorata là một loài bọ cánh cứng trong họ Cerambycidae.